# Hydropsyche placoda
Hydropsyche placoda är en nattsländeart som beskrevs av Ross 1941. Hydropsyche placoda ingår i släktet Hydropsyche och familjen ryssjenattsländor. Inga underarter finns listade i Catalogue of Life.